# Tribu (groupe)
Pour les articles homonymes, voir Tribu.
 (décembre 2023).
Si vous disposez d'ouvrages ou d'articles de référence ou si vous connaissez des sites web de qualité traitant du thème abordé ici, merci de compléter l'article en donnant les références utiles à sa vérifiabilité et en les liant à la section « Notes et références ».
T.R.I.B.U., dont le nom signifie « Tape la Race Inférieure des Bâtards en Uniforme » est un groupe de reggae/ragga français des années 1990 ayant trois albums à leur actif. Leur musique parfois ragga, parfois reggae est empreinte de textes engagés envers l'État (le sys thème), l'église (Vatican II), le Front national (Frappe sur le Front National), la musique commerciale (Le Hit) mais également de foi rastafarienne (Chante un psaume, Psaume 23).
On ne connait ni le nom du chanteur principal, ni les noms des musiciens.

## Discographie
- Dans un monde de tarbas (1994)
  1. Vous permettez
  2. Vatican II
  3. Qui
  4. Thème : la Paix
  5. Psaume 23
  6. NTM 94
  7. Bâtards
  8. Si t'es ragga
  9. Sang pour sang
  10. T'as pas d'pays
  11. Parce que tu es des Antilles
- Dans l'ombre... et en silence (1995)
  1. H aspiré
  2. Africa
  3. Putain d'ma race
  4. Chante un psaume
  5. Le sys thème
  6. Si tu es un...
  7. Le feu aux poudres
  8. Racistes
  9. Le hit
  10. B.T.C. Franc
  11. Douce
  12. Défonces
- Une Armée Dread (1998)
  1. Auto-amnistie
  2. Ma mater
  3. CEE
  4. Une armée dread
  5. Le Cageblo
  6. Le plus Babylone
  7. Pour beaucoup
  8. Ma goh
  9. You contre Nooshy
  10. Frappe sur le Front National

Ils ont également publié un CD 4 titres avec Défonces, Douce et Bâtards de T.R.I.B.U. et un dernier titre de 9 Respect, Je pense donc je nuis.